# Tokyopop
Tokyopop (Eigenschreibweise TOKYOPOP), früher bekannt als Mixx, ist ein Verlag für Comics, insbesondere Mangas, Animes und verwandte Produkte. Sein Hauptsitz ist in Los Angeles, obwohl rechtlich und offiziell die japanische Tokyopop K.K. die Mutterfirma aller internationalen Tokyopop-Niederlassungen ist. CEO und Kreativdirektor von Tokyopop ist Stuart Levy. 2011 wurde der Verlagsbetrieb in den USA eingestellt, 2016 dann wieder aufgenommen.

## Amerikanischer Verlag
1997 wurde in Los Angeles von Stuart Levy der Verlag Mixx Entertainment Inc. gegründet, der Mangas in den USA verlegte. Der erste Erfolg des Verlags, unterstützt von der Fernsehausstrahlung der Anime-Fassung, war 1998 Sailor Moon, das noch in Magazin- und Heftform veröffentlicht wurde. Das Magazin, in der die Serie erschien, war das Verlagseigene MixxZine. Shōjo-Manga-Sammelbände erschienen unter anderem unter dem Label SMILE. MixxZine wurde später zum Tokyopop Magazine. 1998 wurde der Verlag selbst in Tokyopop Inc. umbenannt.
2002 war Tokyopop der erste amerikanische Verlag, der Mangas in der originalen japanischen Leserichtung und mit originalen Lautwörtern veröffentlichte. Dazu wurden den Bänden erklärende Seiten zur Leserichtung, zu japanischen Begriffen und Kultur beigegeben. Diese auf Authentizität ausgerichtete Strategie kam vor allem bei den jungen Lesern gut an. Zugleich konnten durch die Beibehaltung der Leserichtung Kosten bei der Lokalisierung gespart werden. Inhaltlich richtete der Verlag sein Programm gezielt auf die bis dahin in den USA vernachlässigte weibliche Comicleserschaft. Die Leserschaft des Verlags bestand daher bald zu über zwei Dritteln aus Mädchen zwischen elf und siebzehn. Zur Verkaufsstrategie gehörte es, als einer der ersten amerikanischen Comicverlage die Titel über allgemeine Buchläden zu vertreiben und nicht nur über Comicläden. Mangas wurden erfolgreich als etwas anderes als andere Comics vermarktet, sodass bisher gepflegte Vorbehalte sich auf die Titel von Tokyopop nicht übertrugen. Dazu trug auch bei, dass das japanische Taschenbuchformat übernommen wurde, das in den USA für Comics bisher nicht gebräuchlich war. Damit konnte erfolgreich ein breiteres Publikum angesprochen werden, das Comicläden nie besuchte. Mangas wurden in damit in den USA erstmals einer größeren Zahl außerhalb der Fanszene bekannt. Tokyopop konnte mit dieser ab 2002 gefahrenen Strategie in kurzer Zeit zu einem der großen amerikanischen Mangaverlage werden, dessen Vorbild in Vertrieb und Authentizität die anderen folgten. Der Verlag hatte damit erheblichen Einfluss auf die weitere Entwicklung des Mangamarkts und dessen Leserschaft in den USA, insbesondere den Markt für Shōjo-Manga. Deren Leserschaft stellte stets die Kernzielgruppe des Verlags dar und Tokyopop wiederum prägte mit seiner Titelauswahl die amerikanische Fanszene. Außerdem führte der Verlag als erster in den USA ein System von Altersempfehlungen für seine Titel ein.
Zur Strategie gehörte außerdem intensive Interaktion mit Fans, durch das eigene Forum und Umfragen sowie das Anbieten von Plattformen für Fanart, das im Gegensatz zu anderen Lizenzinhabern für Serien von Tokyopop toleriert oder sogar unterstützt wurde. Die Website des Verlags bot auch von Beginn an Informationen über die japanische Kultur und Raum zum Austausch zwischen Fans. Daneben informierte die Website die Buchhändler über Besonderheiten von Manga, um sie mit dem in den USA noch neuen Medium vertraut zu machen.
Im Jahr 2000 folgten erste Veröffentlichungen von Animes auf VHS in den USA, außerdem Soundtracks zu Spielen wie Final Fantasy IX. In den folgenden Jahren wurden weitere Titel, insbesondere Animes und Mangas, ins Programm genommen. 2003 wurden durchschnittlich 25 Manga-Bände im Monat veröffentlicht. Die erste ausländische Niederlassung von Tokyopop in Großbritannien vertreibt dort die nordamerikanischen Ausgaben, macht jedoch keine eigene Programmplanung.
Nach 2000 begann der Verlag außerdem, amerikanische Zeichner ins Programm zu nehmen, die ihre Comics im Stil von Mangas zeichnen, und damit gezielt sogenannte OEL Manga zu fördern. Die publizierten Titel orientierten sich in Themenwahl – oft nahe an der jugendlichen, weiblichen Leserschaft – Erzählstrategien und Zeichenstil an den japanischen Vorbildern. Zu dieser Förderung zählte auch der Wettbewerb Rising Stars of Manga, zu dem Künstler eigene Comics im Manga-Stil einreichen konnten. Die Wettbewerbe fanden von 2002 bis 2008 statt. Die besten zehn wurden dann in einem Sammelband veröffentlicht. Dies wurde 2006 auch in Großbritannien unternommen, wo britische und irische Künstler teilnehmen konnten. Aus den Wettbewerben gingen jedoch nur wenige Künstler hervor, die weitere Werke für Tokyopop schufen und das Vorhaben, die japanischen Produktionsformen mit Magazinen und Zeichnern mit Assistenten in die USA zu übertragen, gelang nicht. Der dafür auf Dauer nötige Arbeitsumfang konnte von den Seiteneinsteigern und Hobby-Zeichnern nicht bewältigt werden.
Am 21. Juni 2005 begann Tokyopop auch in Japan mit verlegerischen Tätigkeiten. Den Anfang machten die auch in den USA und Deutschland erhältlichen Anime-Comics zu Star Wars. Im gleichen Jahr gründete der Verlag in den USA den Imprint Blu, der Boys-Love-Mangas verlegte. 2008 wurde der amerikanische Verlag in zwei Verlage aufgeteilt, Tokyopop Inc., der Mangas und Comis vertreibt, und Tokyopop Media, der Filmprodukte und Spiele veröffentlicht sowie den Internetauftritt des Unternehmens verwaltet. Beide Unternehmen gehören der POP Media Holdings an. Dabei wurden 39 Arbeitsplätze abgebaut und das Manga-Programm auf die Hälfte reduziert. Dies steht auch im Zusammenhang mit dem Auslaufen einer Lizenzvereinbarung mit Kodansha, die in diesem Jahr auslief. Der japanische Verlag gründete eine Tochter in den USA, um seine Titel von da an direkt zu vertreiben. Später wurde auch das Programm in Großbritannien von 25 auf 20 Titel reduziert und im Dezember 2008 wurden nach einem starken Rückgang der Verkaufszahlen in den USA erneut acht Angestellte entlassen.
2010 bespielte der Verlag etwa 24 % des Mangamarktes in den USA und damit rund 1 % des Comicmarktes. Durch seine Vermarktungsstrategie war Tokyopop in den Buchläden überproportional präsent. Zum 31. Mai 2011 wurde das Verlagshaus in Los Angeles geschlossen. Die Schließung wird unter anderem auf das Ende der Borders-Buchladenkette zurückgeführt, die einen großen Anteil an den Manga-Verkäufen im Land hatten. Die Niederlassung in Deutschland und der Vertrieb in Großbritannien sowie die Aktivitäten auf dem Filmmarkt waren davon nicht betroffen. Der internationale Vertrieb von Rechten wurde zur Niederlassung in Hamburg verlagert.
2016 wurde der Verlag in den USA reaktiviert und veröffentlichte ab Mai 2016 eine Reihe von Mangas, die auf Disney-Filmen basieren. Dazu kommen einzelne Veröffentlichungen weiterer Manga-Titel in Print und digital.

## Deutscher Verlag

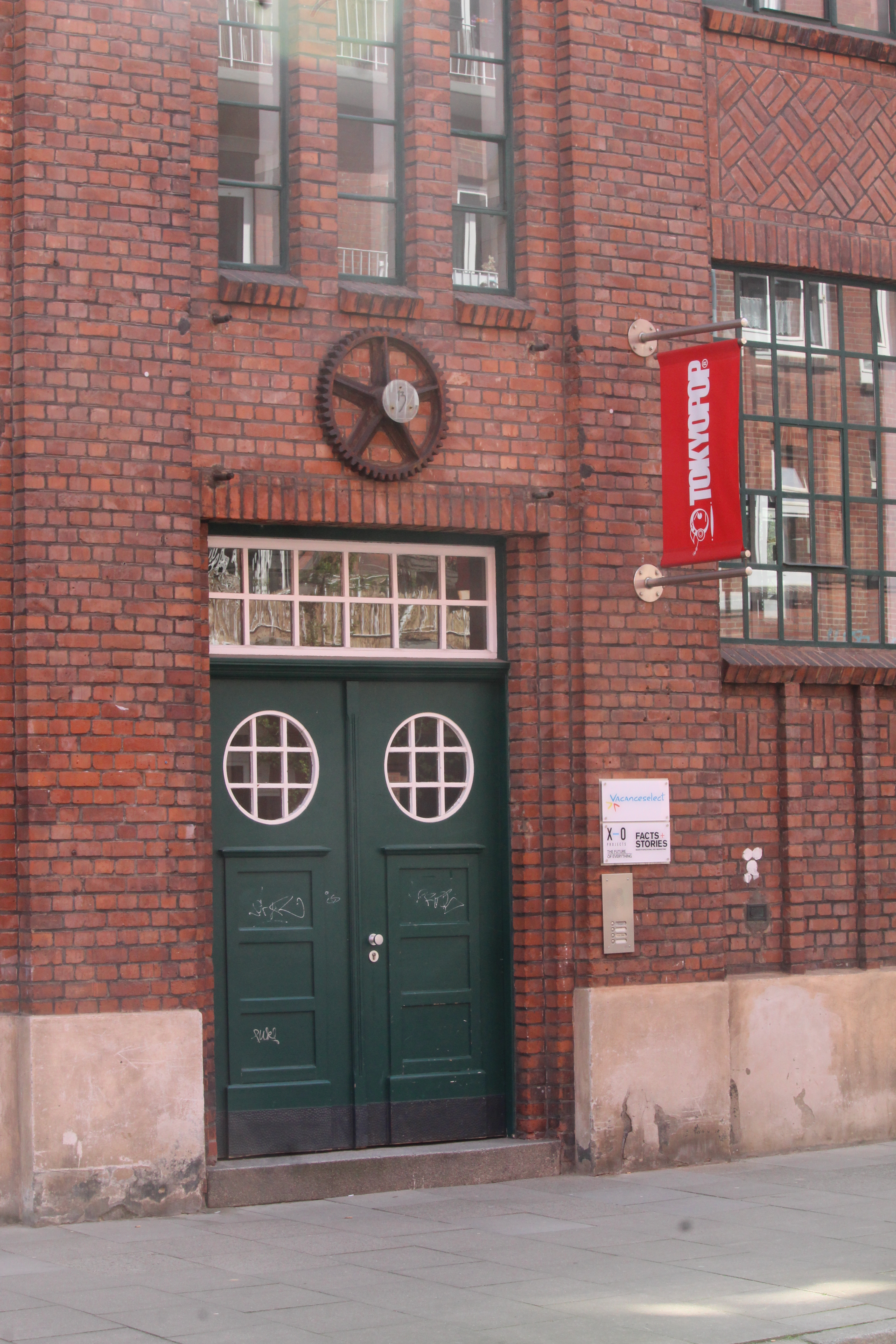
Verlagssitz in der Planckstraße, Hamburg-Ottensen

Im April 2004 gründete der Verlag seine zweite ausländische Niederlassung in Deutschland mit Sitz in Hamburg. Verlagsleiter wurde Joachim Kaps, ehemaliger Leiter des Manga-Segments bei Carlsen Comics, und am Ende des Jahres zählte der Verlag 20 Mitarbeiter. Die ersten Titel der deutschen Niederlassung wurden auf der Frankfurter Buchmesse vorgestellt und im November 2004 veröffentlicht. Dabei wurde bereits zu Beginn nicht nur Mangas, sondern auch koreanische Manhwas ins Programm genommen, da diese Sparte von anderen Verlagen bisher vernachlässigt worden sei und man diese Lücke füllen wollte. Die ersten Animes erschienen ab Sommer 2005. Das kostenlose Vorschaubuch für das Tokyopop-Programm mit Leseproben hieß Sneaks und erschien die ersten drei Jahre alle drei Monate.
2005 erscheint mit Yonen Buzz der erste deutsche Comic im Manga-Stil bei Tokyopop. Die Förderung deutscher Zeichner aus der Mangaszene wurde wichtiger Teil des Verlagsprogramms, so durch die die Anthologie Manga Fieber noch im gleichen Jahr. Ebenfalls 2005 kam Tokyopop Deutschland mit dem japanischen Shūeisha-Verlag in einer Partnerschaft überein, zukünftig neue Themen von Shūeisha in Deutschland umzusetzen, was zur Veröffentlichung von Titeln wie Death Note, Bleach und The Prince of Tennis führte und zugleich dem Konkurrenten Carlsen wichtige Lizenzen nahm, sodass dieser sein Magazin Banzai einstellen musste.
Innerhalb einiger Jahre wurde Tokyopop zu einem der vier großen Manga-Verlage in Deutschland mit monatlich etwa 20 Neuerscheinungen. 2008 und 2009 brachte der Verlag nach Carlsen die meisten Mangatitel auf den deutschen Markt. Der Fokus des Programms wurde dabei auf  Titeln für eine weibliche Leserschaft aller Altersgruppen gelegt sowie eine Einbeziehung des Medienverbunds mit Light Novel, Anime, Computerspielen und Spielzeug. Bei Spielzeugen und anderem Merchandise sowie Soundtracks konzentrierte sich der Verlag auf Produkte mit Bezug zu den eigenen Manga- und Anime-Titeln. Der schnelle Erfolg des Verlags wird zurückgeführt auf das große ökonomische Kapital, da durch die amerikanische Mutter zur Verfügung stand, sowie auf die Erfahrung und die Kontakte der deutschen Verlagsgründer im deutschen Markt, die diese von anderen Verlagen insbesondere Carlsen mitbrachten. Auch die Förderung von Eigenproduktionen zahlte sich aus, da diese bei Erfolg auch Lizenzverkäufe ins Ausland erlaubten. Auch Einnahmen über Merchandisingprodukte und allgemein eine größere Wertschöpfung durch den Verlag sind bei Eigenproduktionen möglich. 2006 wurde von Verlagsleiter Joachim Kaps daher das Ziel ausgegeben, den Anteil der Eigenproduktionen auf 20 % des Programms zu steigern. Dies stellte sich jedoch, trotz einiger erfolgreicher Serien, als nicht umsetzbar heraus.
2008 wurde die Veröffentlichung von Animes aufgegeben. Tokyopop brachte illegale Downloads in direkten Zusammenhang mit den zurückgehenden Verkäufen.
2015 wurde mit Popcom ein eigenes Sublabel für Comics und Graphic Novels geschaffen. Ende 2016 trat Joachim Kaps als Leiter des Verlags zurück. Zu diesem Zeitpunkt war Tokyopop mit 33 % Marktanteil der größte Verlag im Manga-Segment in Deutschland.

## Programm
Der Verlag veröffentlicht und lizenziert Manga, Anime, Anime-Comics, aber auch Manhwa aus Korea, Manhua aus China und amerikanische, französische und deutsche Comics im Manga-Stil. Neben den Comics sind im Programm auch Romane und Light Novels enthalten.

## Verlegte Titel (Auswahl)

### USA
- Sailor Moon (1997)
- Magic Knight Rayearth (1997)
- Great Teacher Onizuka (2001)
- Initial D (2003)
- Chobits (2002–2003)
- Gakuen Alice
- Fruits Basket
- Chibi Vampire

Blu
- Gravitation
- Fake

OEL Manga
- Dramacon

### Deutschland
- Princess Ai (2004)
- König der Dornen (2005)
- School Rumble (2005)
- Peace Maker Kurogane (2005)
- Yonen Buzz (2005)
- Bleach (2006)
- D.Gray-man (2006)
- Death Note (2006)
- Gothic Sports (2006)
- Kleiner Schmetterling (2006)
- Küss mich, Student! (2006)
- Shinshi Doumei Cross (2006)
- The Prince of Tennis (2006)
- Reborn! (2007)
- Grimms Manga (2007)
- Demon Diary (2008)
- Stupid Story (2008)
- +Anima (2009)
- Bakuman. (2009)
- Darren Shan (2009)
- Domicile (2009)
- Elfen Lied (2009)
- The Legend of Zelda: Ocarina of Time (2009)
- The Legend of Zelda: Majora’s Mask (2009)
- Maximum Ride (2010)
- Dance in the Vampire Bund (2010)
- Beelzebub (2011)
- Deadman Wonderland (2011)
- Hey, Schwester (2011)
- Blood Lad (2012)
- Magical Girl of the End (2012)
- Tokyo ESP (2012)
- Brynhildr in the Darkness (2013)
- Btooom! (2013)
- Hyouka (2013)
- The Legend of Zelda – Hyrule Historia (2013)
- All You Need Is Kill (2014)
- Crash 'n' Burn (2014)
- Kill la Kill (2015)
- Sun-Ken Rock (2015)
- Hiyokoi (2015)
- Haus der Sonne (2016)
- Yona – Prinzessin der Morgendämmerung (2016)
- Komi can’t communicate (2016)